# Friedrich Harms
Friedrich Harms, född den 24 oktober 1819 i Kiel, död den 5 april 1880 i Berlin, var en tysk filosof och publicist.
Harms blev 1842 privatdocent, 1848 extra ordinarie och 1858 ordinarie professor i filosofiska fakulteten i Kiel samt kallades 1867 till ordinarie professor i filosofi i Berlin. Bland hans många vetenskapliga arbeten märks: Prolegomena zur Philosophie (1852), Abhandlungen zur systematischen Philosophie (1868), Die Philosophie seit Kant (1876), Die Formen der Ethik (1878), Geschichte der Psychologie (samma år), Metaphysik (1885), Logik (1886), Ethik (1889), Rechtsphilosophie (samma år) och Naturphilosophie (1895). De fem sistnämnda arbetena är efter Harms efterlämnade handskrifter utgivna av Heinrich Wiese.
I sin filosofi närmar sig Harms i mycket Fichte den äldre och räknas jämte C.H. Weisse med flera till den "teistskola", som bröt med Hegels panteism och sökte genomföra en spekulativ teologi i närmare anslutning till den historiska kristendomen. Som politiker slöt sig Harms tidigt till det preussisk-tyska partiet i Elbehertigdömena och var i denna riktning mångsidigt verksam inom publiciteten. År 1848 blev han, tillika med Mommsen, redaktör av "Schleswig-holsteinische Zeitung", som var den provisoriska regeringens organ, och upptog denna verksamhet åter 1864. Under den svåra tiden för hertigdömenas införlivning med Preussen, 1866-67, var han rektor vid Kiels universitet.